# Sukokerto (Pujer)
Sukokerto is een bestuurslaag in het regentschap Bondowoso van de provincie Oost-Java, Indonesië. Sukokerto telt 2921 inwoners (volkstelling 2010).